# Línea 12 (Maldonado)
La línea 12 es una línea de transporte público del departamento de Maldonado, Uruguay.
Sale de la Agencia Maldonado y llega hasta la terminal de Punta del Este, pasando por la terminal de Maldonado.

## Recorridos
La línea posee las siguientes rutas. Una correspondiente al trayecto de ida, y dos para la vuelta, donde una está presente la mayor parte del año a excepción de verano.

#### Ida
Agencia Maldonado, Av. Batlle y Ordoñez, Francisco Martínez, Av. De Los Gauchos, Bº Biarritz, Mario Arregui, Av. Emilio Frugoni, Felisberto Hernandez, Carlos Reyles, Justino Zabala Muniz, Av. Alfredo Zitarrosa, Juan Correa, Libertad, José Bivar, Agapito Parabera, Rbla. 25 m. (calle 15), Alberto Caracará, Bartolomé Howel, Miguel Martinez, Carmelo Colman, Manuel Melendez, Isla de Flores, Av. Aiguá, Yerbal, Cachimba del Rey, 3 de Febrero, 18 de Julio, San José, Terminal Maldonado, Av. Acuña de Figueroa, Av. Roosevelt, Av. Pedragosa Sierra, Av. Italia, Av. Francisco Salazar, Rbla. Lorenzo Batlle (brava), Mesana (24), La Salina (9), 2 de Febrero (10), Capitán Miranda (7).

#### Vuelta
Capitán Miranda (7), El Foque (14), Rbla. Gral. Artigas (mansa), El Remanso (20), Rbla. Claudio Williman (mansa), Emilio Sader, Av. Francisco Salazar, Av. Italia, Av. P. Sierra, Av. Roosevelt, Explanada Terminal Maldonado, Av. Roosevelt, Av. Camacho, Burnett, Av. Martiniano Chiossi, Democracia, Cachimba del Rey, Yerbal, Av. Aiguá, Isla de Flores, Manuel Melendez, Carmelo Colman, Miguel Martinez, Bartolomé Howel, Alberto Caracará, Rbla. 25 mts. (calle 15), Agapito Parabera, José Bivar, Libertad, Juan Correa, Bº Biarritz, Av. Alfredo Zitarrosa, Justino Zabala Muniz, Carlos Reyles, Felisberto Hernandez, Av. Emilio Frugoni, Serafín J. García, Av. De Los Gauchos, Francisco Martínez, Av. Batlle y Ordoñez, Agencia Maldonado

#### Vuelta (temporada de verano)
Capitán Miranda (7), Rbla. Gral. Artigas (brava), Resalsero (26), Rbla. Gral. Artigas (brava), Av. Francisco Salazar, Av. Italia, Av. P. Sierra, Av. Roosevelt, Explanada Terminal Maldonado, Av. Roosevelt, Av. Camacho, Burnett, Av. Martiniano Chiossi, Democracia, Cachimba del Rey, Yerbal, Av. Aiguá, Isla de Flores, Manuel Melendez, Carmelo Colman, Miguel Martinez, Bartolomé Howel, Alberto Caracará, Rbla. 25 m. (calle 15), Agapito Parabera, José Bivar, Libertad, Juan Correa, Bº Biarritz, Av. Alfredo Zitarrosa, Justino Zabala Muniz, Carlos Reyles, Felisberto Hernandez, Av. Emilio Frugoni, Serafín J. García, Av. De Los Gauchos, Francisco Martínez, Av. Batlle y Ordoñez, Agencia Maldonado.